# Henric al VIII-lea (piesă de teatru)
 Henric al VIII-lea  (titlul original, în engleză este  The Famous Hiſtory of the Life of King Henry Eight ) este o piesă istorică colaborativă scrisă de William Shakespeare și John Fletcher, bazată pe viața regelui Henric al VIII-lea al Angliei, publicată prima dată în 1623, postum, în ediția First Folio.
Un titlu alternativ,  Totul este adevărat, (conform titlului de atunci, All Is True), este înregistrat în documentele timpului, iar titlul de Henry VIII, larg utilizat în secolele ulterioare, nu apare decât la publicarea prima dată a piesei, în First Folio, în 1623.
Varii indicații stlistice indică că unele din scenele individuale fuseseră scrise fie de Shakespeare, fie de colaboratorul său târziu și succesorul său, John Fletcher. Piesa este, în structura sa, într-un anumit mod foarte caracteristic, „tipică” pieselor romanțate shakespeare-iene târzii. Piesa este notabilă, de asemenea, pentru indicațiile sale de folosire ale scenei, mai multe decât în oricare din celelalte piese ale Marelui Bard.
În timpul unei reprezentații a piesei Henry VIII la Globe Theatre, în 1613, un tun folosit la crearea efector speciale, fiind incorect folosit, a incendiat acoperișul teatrului și toate grinzile de susținere a clădirii, determinând incendierea, arderea  și distrugerea totală a teatrului, care a fost ulterior refăcut.

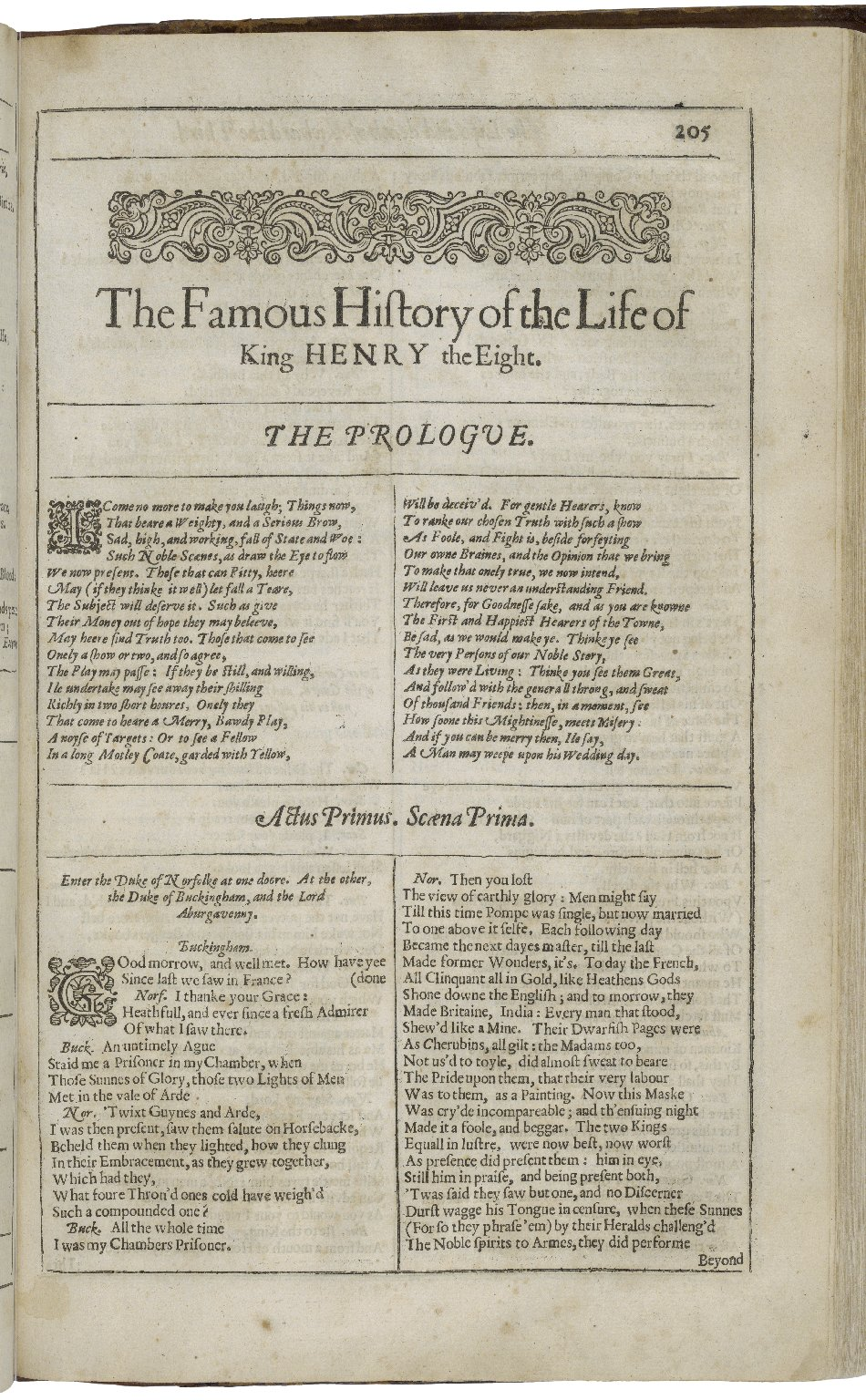
Prima pagină a piesei de teatru The Famous Hiſtory of the Life of King Henry Eight, conform tipăririi din Second Folio din anul 1632.

## Personaje
- Prolog/Epilog
- Henry al VIII-lea – Regele Angliei
- Cardinalul Wolsey – Arhiepiscop de York și Lord Chancellor; inițial, consilierul lui Henry
- Regina Katherine – ulterior divorțată
- Anne Boleyn – inițial o doamnă de onoare din anturajul Regine Katherine; ulterior Regina Anne
- Ducele de Buckingham – îl detestă pe Wolsey, care l-a acuzat de trădare
- Thomas Cranmer – Arhiepiscop de Canterbury; îl înlocuiește pe Wolsey ca prim consilier a lui Henry
- Stephen Gardiner – un aliat apropiat al Cardinalului Wolsey; secretar al Regelui; ulterior Arhiepiscop de Winchester
- Lord Chamberlain – istoric, piesa acoperă o perioadă din istoria Angliei când poziția fusese deținută atât de Somerset cât și de Lordul Sands, dar, în piesă, este prezentat doar un singur personaj din cei doi[3]
- Ducele de Norfolk – bunicul Annei Boleyn; mai târziu Contele Marshal
- Ducele de Suffolk – cumnatul lui Henry; mai târziu High Steward
- Contele de Surrey – ginerele lui Buckingham și fiul lui Norfolk; de asemenea, Lord Lieutenant of Ireland
- Cardinal Campeius – Delegat papal trimis de Vatican să judece legitimitatea căsătoriei lui Henry cu Katherine